# Rennerova bouda
Rennerova  bouda (także Rennerovka, niem. Rennerbaude) – nieistniejące górskie schronisko turystyczne w Czechach, w Sudetach Zachodnich, w Karkonoszach, na północnych zboczach Luční hory.

## Historia
Rennerova bouda powstała w 1797 roku jako schron dla wypasanego bydła. W 1880 została przebudowana i rozbudowana dla potrzeb turystyki. Po Czeskiej boudzie na Śnieżce było to najwyżej położone schronisko w Czechach. W 1938 równocześnie z Luční boudą spłonęła i nie doczekała się już odbudowy, choć w czasie II wojny światowej podjęto taką próbę. Pozostałości schroniska rozebrano w 1950. Obecnie w miejscu schroniska znajduje się miejsce wypoczynku wraz ze źródełkiem.

## Turystyka
Pozostałości schroniska położone są przy szlaku turystycznym:
- czerwonym – prowadzącym z Vrchlabí do Szpindlerowego Młynu (cz. Špindlerův Mlýn), na odcinku między Luční boudą a wierzchołkiem Karkonosza.

## Fotogaleria

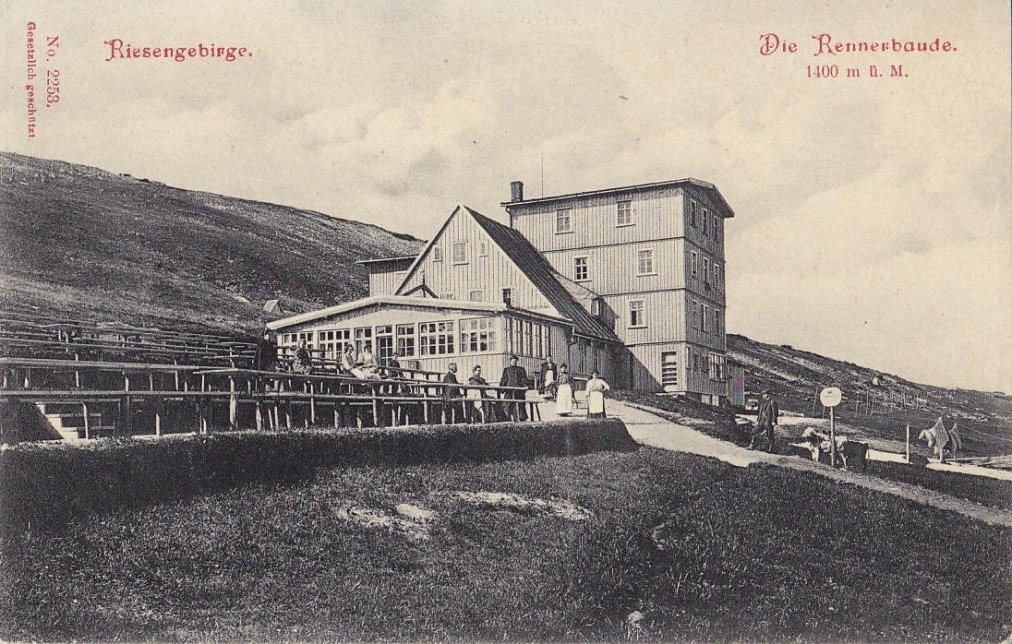
Wygląd w roku 1906
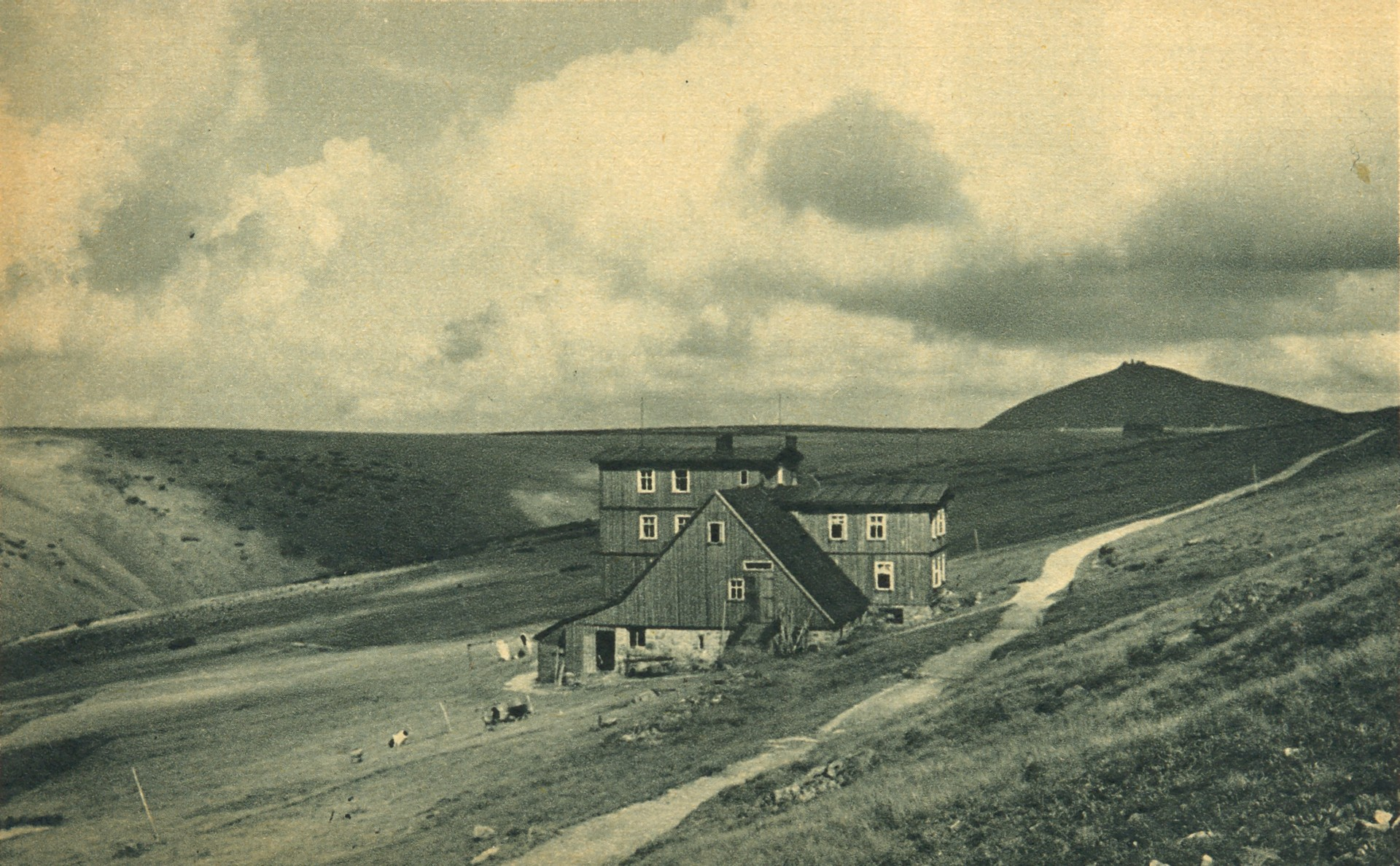
Wygląd w roku 1921
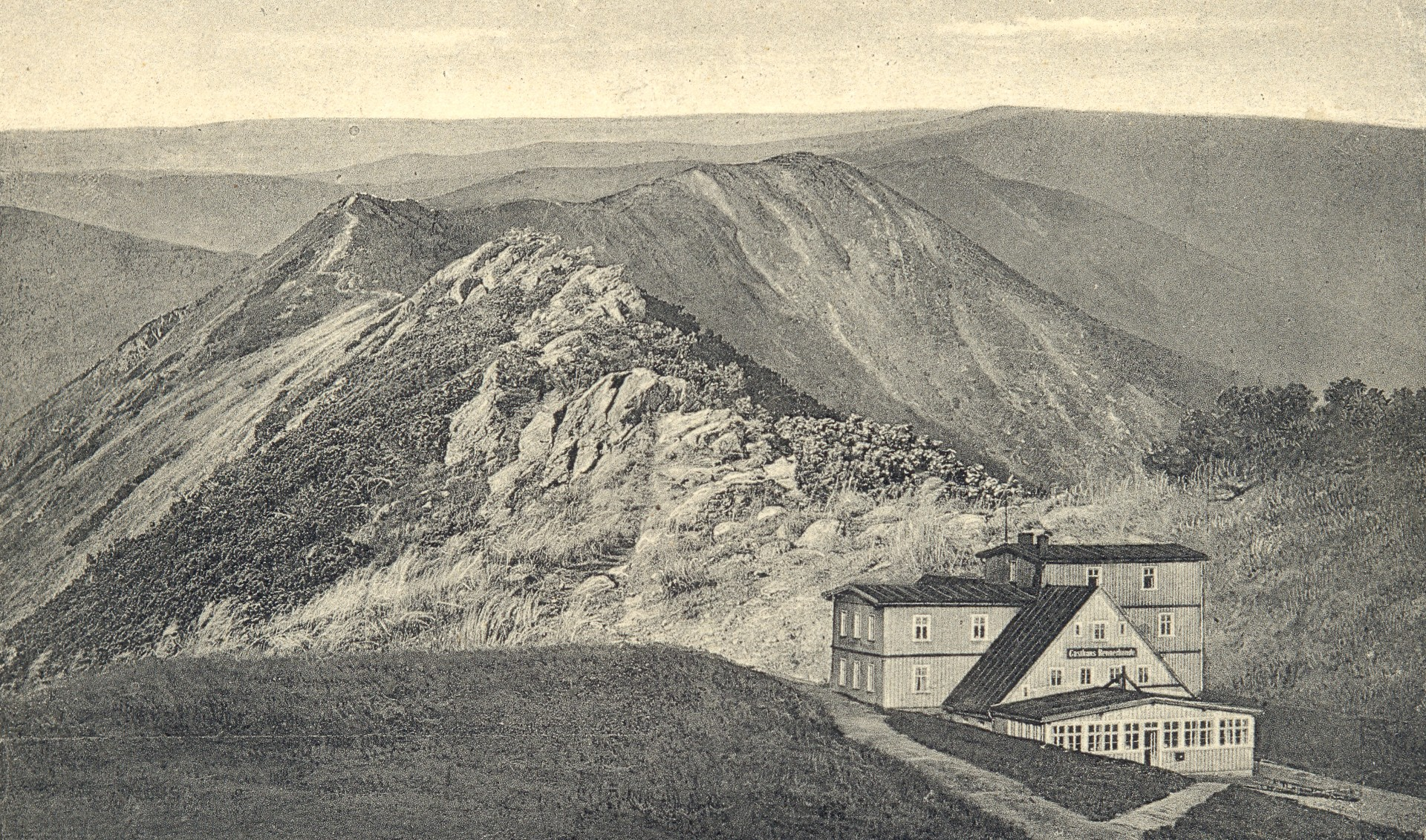
Lata 20. XX wieku